# Ракета до Месеца
Ракета до Месеца (енгл. Rocket to the Moon) била је једна од првих атракција Дизниленда. Изграђена је у сарадњи са Националном ваздухопловном и свемирском администрацијом (НАСА). Концепт атракције је измишљен како би посетиоци стигли ракетом на Месец. Иако је данас ова атракција затворена, остала је једна од напознатијих атракција Дизниленда.

## Историја
Атракција је отворена неколико недеља након отварања Дизниленд Парка Калифорније, 22. јула 1955. године. Након неколико година мења назив и постаје „Kонтролна мисија” (енгл. Control misson). Након што је Нил Армстронг, амерички астронаут ступио на тлo Месеца, атракција мења назив и постоје „Ракета до Марса”. Неколико година касније Дизниланд доности одлуку да затвори атракцију и претвори у италијански ресторан  „le Redd Rockett's Pizza Port” 1998. године.

## Атракција
- датум отварања: 22. јул 1955.
- датум затварања: 5. септембар 1966.
- број места: 100
- партнер: Макдонел Даглас